# Dar El Kuti

Flagge der Republik Dar El Kuti

Karte von Dar El Kuti in der Zentralafrikanischen Republik

Die Republik Dar El Kuti oder Republik Logone ist ein von der muslimischen Rebellenbewegung Séléka am 14. Dezember 2015 ausgerufenes autonomes Gebiet. International allgemein anerkannt ist das Territorium aber ein Teil der Zentralafrikanischen Republik.

## Hintergrund
Die Rebellen der Séléka vertrieben im März 2013 den christlichen Präsidenten der Zentralafrikanischen Republik François Bozizé aus seinem Amt. Es kam zum Bürgerkrieg mit den christlichen Milizen der Anti-Balaka. Die internationale Gemeinschaft schickte mit der Friedensmission MINUSCA Truppen und setzte für den 13. Dezember 2015 ein Verfassungsreferendum und am 27. Dezember nationale Wahlen an, um das Land wieder zu stabilisieren. Allerdings lehnte Noureddine Adam, der Führer der Front populaire pour la renaissance de la Centrafrique (FPRC), einer der vier aus der muslimischen Séléka hervorgegangenen Milizen, die angesetzten Wahlen ab. Seiner Ansicht nach könnten Muslime und Christen nicht mehr in einem Land zusammenleben. Am 14. Dezember rief sein Sprecher Maouloud Moussa im Nordosten des Landes die autonome Republik Logane aus. Er erklärte, man wolle zuerst eine Autonomie innerhalb der Zentralafrikanischen Republik erreichen und dann in Folge die absolute Unabhängigkeit. Man beruft sich dabei auf das Selbstbestimmungsrecht der Völker.
Später wurde als Name des neuen Landes „Dar El Kuti“ bekanntgegeben. Der Name wurde vom historischen Sultanat Dar El Kuti übernommen. Die Flagge von Dar El Kuti wurde bereits tags darauf in mehreren Dörfern, wie Tiringoul, Ndifa, Mele gesetzt. Für das Wochenende waren Flaggenzeremonien in Kaga-Bandoro, Ndélé, Bria und Birao geplant. Die Flagge zeigt drei horizontale Streifen in Gelb (für das Gold des Nordens), Schwarz (dafür, dass der Norden von der Regierung in Bangui aufgegeben wurde) und Grün (für die Fruchtbarkeit des Landes). Im schwarzen Streifen liegt mittig ein weißumrandeter schwarzer Stern. Er steht für den Kampf des Volkes im Norden für seine Selbstbestimmung.
Am 10. April 2021 wurde die Hauptstadt Kaga-Bandoro von Regierungskräften zurückerobert.